# Sinagoga de Turku
La Sinagoga de Turku (en finès: Turun synagoga; en suec: Åbo synagoga) és un edifici religiós de la comunitat jueva de la ciutat de Turku, és una de les dues sinagogues que existeixen a Finlàndia. La sinagoga és utilitzada pels jueus de la regió. L'edifici va ser dissenyat pels arquitectes August Krook i J.Hindersson, i es va completar en 1912.